# Корела (фортеця)

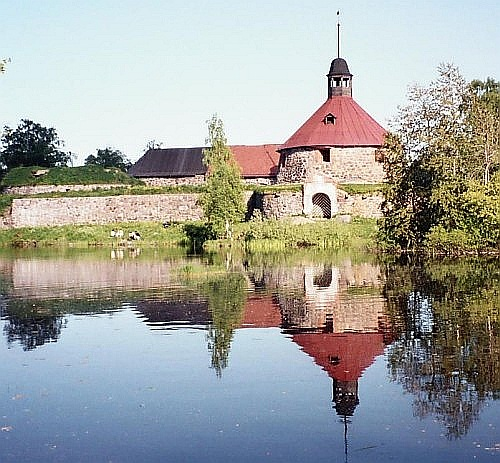
Фортеця Корела

Фортеця Корела (фін. Käkisalmen linna, швед. Kexholms slott) — сучасна назва кам'яної середньовічної фортеці в місті Приозерську, у приміщеннях якої розташований музей. До 1611 року Корелою називалося місто, розташоване навколо фортеці, назване потім Кексгольм, Кякісалмі й Приозерськ.
В 1580 році шведський полководець Понтус Делагарді захопив місто. За 17 років шведи збудували в місті кілька визначних будівель.
В 1609 році Корела була обіцяна Швеції в обмін на допомогу шведських найманців уряду Василя Шуйського у Смутний час. Обіцянка не була виконана і на осінь 1610 року Корела була обложена шведським експедиційним корпусом Якоба Делагарді (сина Понтуса Делагарді), на початку 1611 року гарнізон фортеці капітулював.